# Токовая, Виктория Ивановна
Викто́рия Ива́новна Токова́я (род. 1 января 1976) — российская спортсменка, член олимпийской сборной команды России по бобслею на  Олимпиаде в Солт-Лейк-Сити и Олимпиаде в Турине.
Виктория Токовая родилась 1 января 1976 года в Сочи, ныне проживает в Красноярске.
Мастер спорта России международного класса по бобслею.
В бобслей пришла в 2000 году, до этого занималась лёгкой атлетикой. В этом же году была включена в состав сборной команды России по бобслею.
В сезоне 2009—2010 годов - капитан сборной России.

## Спортивные результаты
Победительница «Школы пилотов-2000».
Серебряный призёр чемпионата России по боб-стартам (2000).
Чемпионка России по бобслею (2001—-2005).
Чемпионка России по боб-стартам (2001).
Серебряный призёр чемпионата мира по боб-стартам (2003).
Победитель Кубка России (2003, 2005).
На Олимпийских играх 2006 года, выступая в экипаже-двойке вместе с Надеждой Орловой, заняла 7-е место.
Участница состязаний на Кубок мира в 2003—2006 годах (лучший результат — 2 место, этап в Сигулде, Латвия, 6 февраля 2004 года).
Неоднократная участница Чемпионата Европы по бобслею (лучший результат — 4 место, Сигулда, Латвия, 6—7 февраля 2004 года).
Серебряная призёрка состязаний на Кубок Америки 2006 года в Калгари, Канада.
Тренеры — О. Б. Сухорученко, С. В. Смирнов, В. Д. Лейченко.

## Призовые места на международных соревнованиях
- 2-е место на этапе Кубка Мира — 6 февраля 2004 года в Сигулде, Латвия, в экипаже-двойке с Надеждой Орловой.
- 2-е место в соревнованиях Кубка Америки — 15 ноября 2006 года в Калгари, Канада, в экипаже-двойке с Надеждой Орловой.
- 3-е место на этапе Еврокубка — 10 декабря 2009 года в Альтенберге, Германия, в экипаже-двойке с Маргаритой Исмаиловой.
- 2-е место на этапе Еврокубка — 14 января 2010 года в Чезане, Италия, в экипаже-двойке с Ольгой Ладейщиковой.